# John (futebolista)
John Victor Maciel Furtado (Diadema, 13 de fevereiro de 1996) é um futebolista brasileiro que atua como goleiro. Atualmente defende o Botafogo.

## Carreira

### Santos
Natural de Diadema, na região do ABC Paulista, John chegou às categorias de base do Santos em fevereiro de 2011, aos 15 anos, após começar no São Paulo. Em 2015, com a saída de Aranha, foi convocado para treinar com o time principal em algumas ocasiões.
Em 20 de janeiro de 2016, John renovou seu contrato com o Peixe até 2021, sendo promovido definitivamente ao elenco principal como terceira opção atrás de Vanderlei e Vladimir. Ele fez sua estreia não oficial no time principal em 8 de outubro, jogando 25 minutos em um empate amistoso de 1 a 1 contra o Benfica.

#### Empréstimo a Portuguesa Santista
No dia 11 de dezembro de 2018, John foi emprestado à Portuguesa Santista para a temporada 2019. Ele foi titular indiscutível durante o Campeonato Paulista Série A2, antes de retornar ao seu clube de origem.

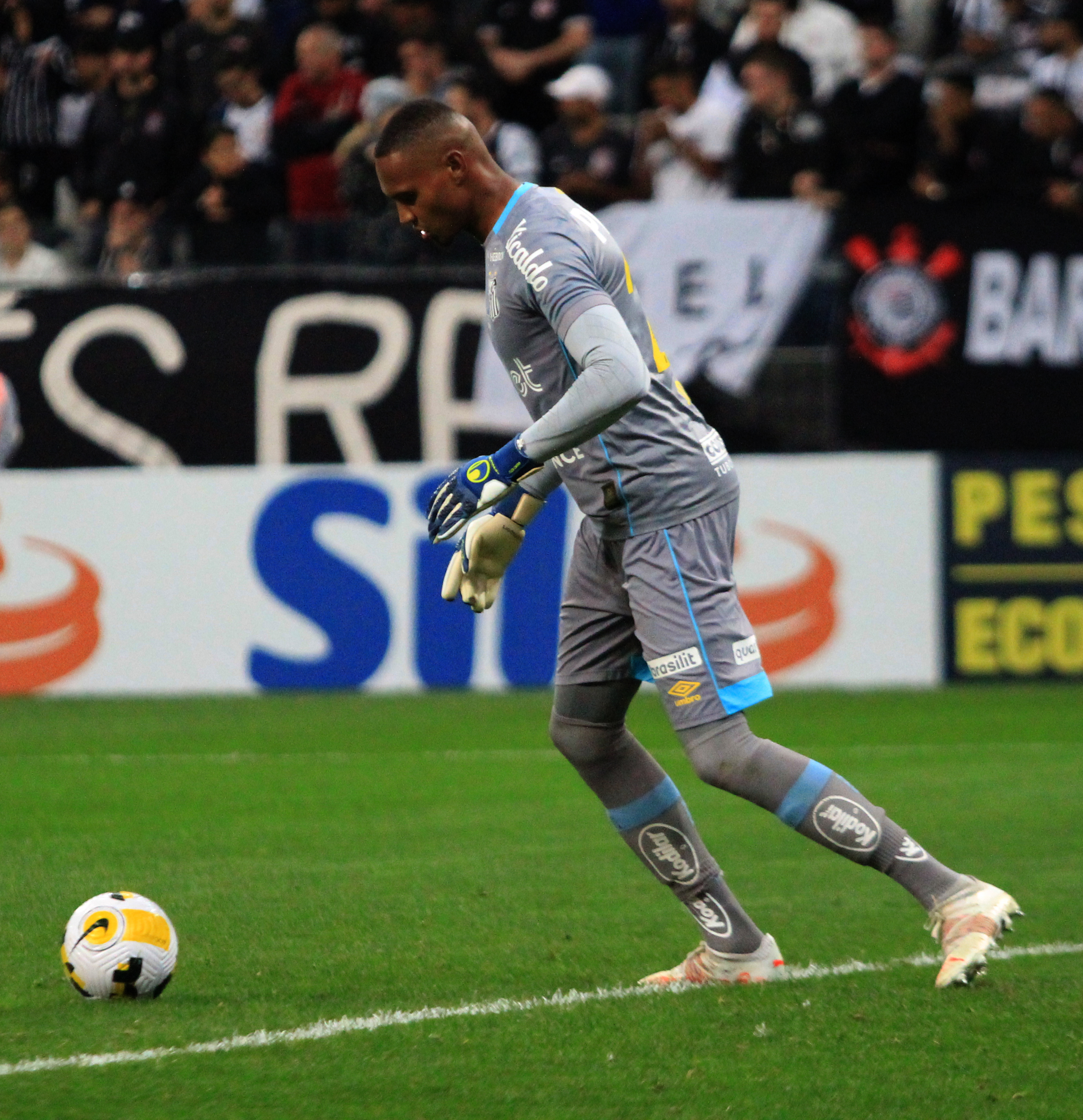
John indo cobrar tiro de meta pelo Santos contra o Corinthians em 2022

#### Renovação com o Santos e avanço à carreira
Em 13 de dezembro de 2019, John estendeu ainda mais seu contrato com o Santos até dezembro de 2023. Inicialmente uma quarta escolha atrás de Everson, Vladimir e João Paulo no início da campanha de 2020, ele se tornou uma segunda escolha depois que Everson saiu e Vladimir foi afastado devido a uma lesão.
John fez sua estreia oficial - e na Série A - pelo Santos em 14 de novembro de 2020, começando e mantendo o placar limpo na vitória por 2 a 0 em casa contra o Internacional. Ele fez sua estreia na Copa Libertadores dez dias depois, jogando os 90 minutos completos e fazendo várias defesas importantes na vitória por 2 a 1 fora de casa sobre a LDU Quito.

### Internacional
Em 18 de janeiro de 2023, o Santos anunciou o empréstimo de John ao Internacional, até o final do ano; ele também renovou seu contrato com o Santos até o final de 2025. Em 13 de março, John fez sua estreia pelo Internacional na vitória sobre o Esportivo por 4 a 1, no Beira-Rio, pelo Campeonato Gaúcho.
John se tornou titular do Colorado no comando de Mano Menezes. Porém, após a contratação de Sergio Rochet, e a saída do antigo treinador bem como a chegada de Coudet, o goleiro perdeu espaço. Ele encerrou sua passagem no Inter no meio da temporada, com apenas 14 jogos e sofrendo 10 gols.

### Valladolid
Em 20 de agosto de 2023, John foi oficialmente anunciado pelo Real Valladolid, da La Liga 2, emprestado por um ano com cláusula de rescisão.
John começou a temporada no Valladolid como titular, mas perdeu espaço e não entrou em campo desde o dia 12 de dezembro. Ele fez 12 jogos na temporada pelo clube.

### Botafogo
Em 4 de janeiro de 2024, o Santos anunciou a transferência de John para o Botafogo, com o jogador assinando um contrato de quatro anos por uma taxa de € 1,5 milhão por 85% de seus direitos federativos. John estreou pelo Botafogo na vitória sobre o Sampaio Corrêa-RJ por 2 a 0, jogo válido pelo Campeonato Carioca, na tarde de 27 de janeiro de 2024, no estádio Nilton Santos.
John participou do elenco do Botafogo campeão da Libertadores da América de 2024, sendo titular na final e fazendo defesas importantes para garantir o título inédito do Botafogo.
John encerrou a temporada 2024, com os títulos da Libertadores da América e do Campeonato Brasileiro. Inclusive, foi eleito o melhor da posição na competição nacional e apareceu na seleção ideal do torneio continental. Além de fazer 51 jogos e ser o goleiro menos vazado do Brasileirão.
No dia 31 de março de 2025, o Botafogo anunciou a renovação de contrato de John. O goleiro assinou um novo vínculo com o clube válido até 2028.
Em agosto de 2025, mesmo após a renovação de contrato com o Botafogo, surgiram negociações para uma possível transferência de John para o West Ham, da Inglaterra. A vontade de atuar na Premier League influenciou o interesse do jogador, e o clube inglês chegou a desembolsar cerca de 10 milhões de euros para concretizar a contratação. No entanto, apesar do avanço nas conversas, a transferência acabou não se concretizando oficialmente. Com isso, John permaneceu no Botafogo.

## Estilo de jogo
John é um goleiro de muita técnica e que sabe muito bem utilizar os pés. Mesmo com 1,96, o arqueiro alvinegro é rápido e possui ótimos reflexos.

## Títulos
Santos
- Campeonato Paulista: 2016

Botafogo
- Campeonato Brasileiro: 2024
- Copa Libertadores da América: 2024

### Prêmios individuais
- Time da temporada da Copa Libertadores da América: 2024[26]
- Goleiro do mês do Campeonato Brasileiro: novembro de 2024[27]
- Melhor goleiro do Campeonato Brasileiro: 2024[28]
- Melhor Goleiro (Bola de Prata): 2024
- Equipe Ideal da América (El País): 2024[29]
- Melhor jogador da Partida do Mundial de Clubes FIFA de 2025: Palmeiras 1–0 Botafogo[30]